# Петроградский механический хлебозавод

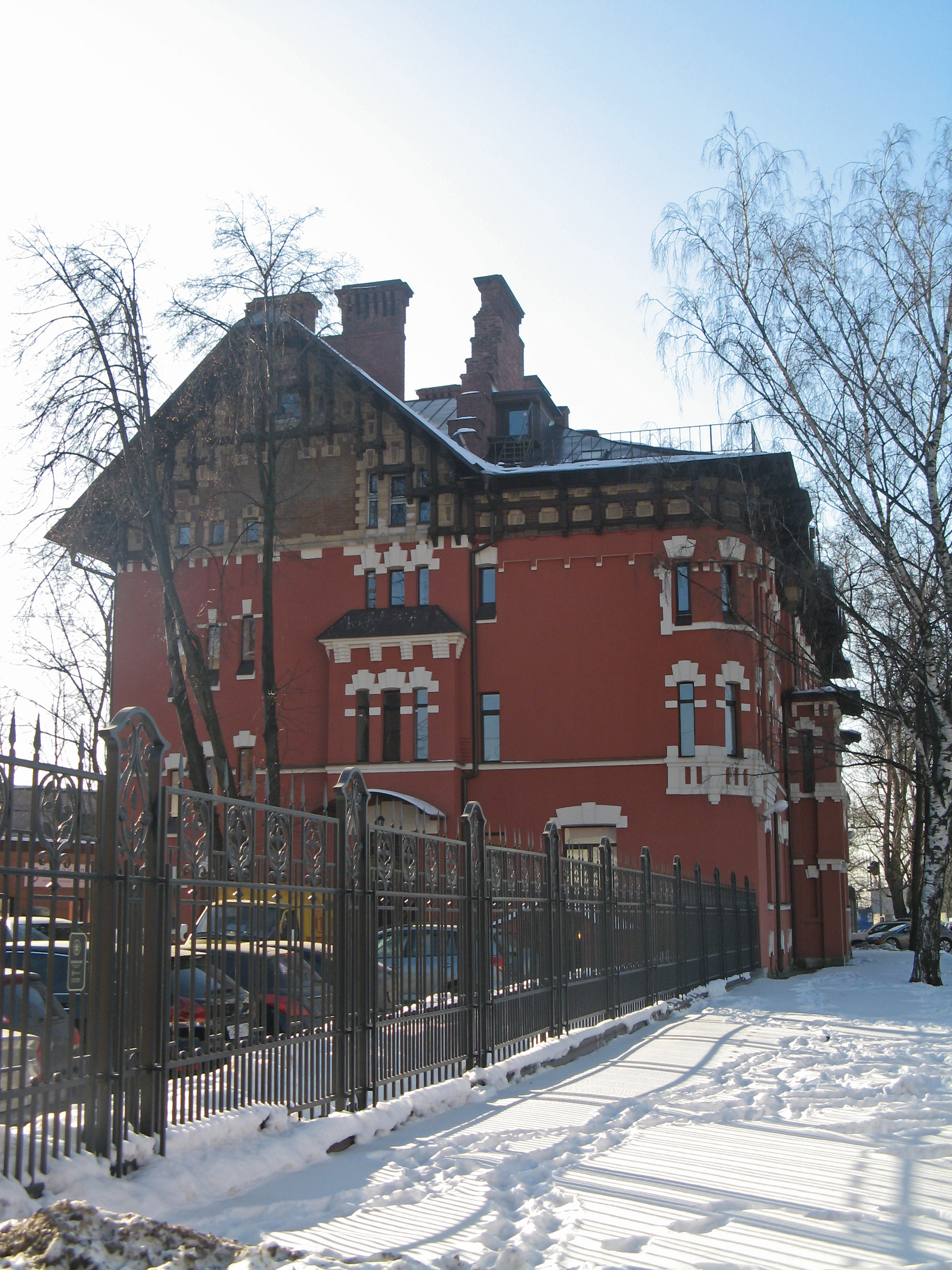
Конторское здание

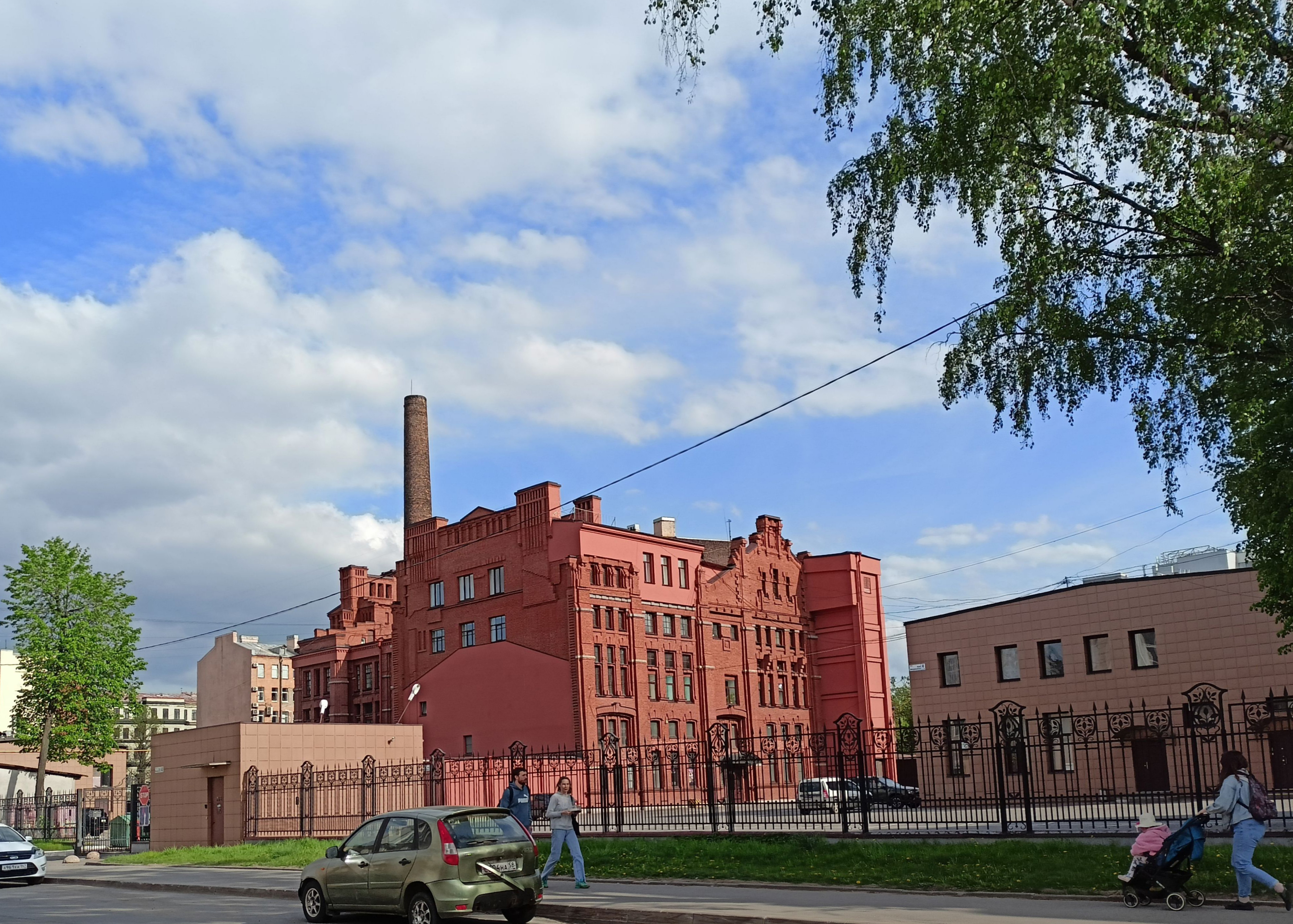
Производственный корпус с башней

Петроградский механический хлебозавод — памятник архитектуры. Расположен в Санкт-Петербурге, современный адрес — Малая Митрофаньевская улица, 4.
Завод построен по проекту Л. В. Шмеллинга при участии Н. Н. Нагеля в 1915—1918 годах, здесь впервые применялась механизированная выпечка хлеба. Строительство началось до революции и закончилось после неё, таким образом, здания являются одними из первых построек советского времени.
Необходимость строительства была вызвана возросшей нагрузкой на существовавшие пекарни, снабжавшие лазареты. Амбар для муки размещался на территории так, чтобы была возможность использовать для поставок железную дорогу и трамвайные пути.
Главный производственный корпус обращён на Московский проспект. Это краснокирпичное здание с башней, у него зубчатое завершение и богатая пластика.
Конторское здание со стороны Малой Митрофаньевской улицы также выполнено из красного кирпича, декоративный пояс по верху здания имитирует фахверк, в нём сделаны вставки из светлого кирпича. Выносы двускатной кровли поддерживают декоративные деревянные «кобылки», у труб сделано декоративное металлическое навершие. С 2010 года здание частично оштукатурено; КГИОП изначально оштрафовал ОАО «Ремонтно-механический комбинат» за проведение подобных работ, но потом штукатурка была признана нанесённой согласно изначальному проекту здания.
На 2020-е годы здания используются как бизнес-центр.